# Tour della nazionale maschile di rugby a 15 del Sudafrica 2012
Nel 2012 la Nazionale del Sudafrica di rugby a 15 ha in programma un tour in Europa che prevede tre test match nelle Isole britanniche; le avversarie sono Irlanda, Scozia e Inghilterra.
Nel primo incontro a Dublino, a un primo tempo irlandese dominato grazie ai calci piazzati di Jonathan Sexton e chiuso 12-3 per la squadra di casa, ha fatto da contraltare il ritorno degli Springbok nella ripresa, che con una meta di Ruan Pienaar e la precisione al piede di Patrick Lambie, estremo schierato per l'occasione all'apertura, hanno ribaltato il risultato con un parziale di 13-0 che ha fissato il punteggio finale a 16-12.

## Risultati
| Arbitro: | Wayne Barnes |

|                           |      |                       |
|                           | mt   | 44' R. Pienaar        |
|                           | tr   | 44' Lambie            |
| 6'. 10'. 20' e 30' Sexton | c.p. | 17', 51' e 69' Lambie |

| Arbitro: | George Clancy |

|            |      |                      |
| 52' Pyrgos | mt   | 21' e 46' A. Strauss |
| 52' Murray | tr   | 46' Lambie           |
| 11' Murray | c.p. | 7', 14' e 32' Lambie |

| Arbitro: | Nigel Owens |

|                                           |      |                      |
|                                           | mt   | 43' Alberts          |
|                                           | tr   | 43' Lambie           |
| 5' e 12' Flood, 61', 73' e 75' O. Farrell | c.p. | 8', 14' e 25' Lambie |